# Oliarus fuscisignata
Oliarus fuscisignata är en insektsart som beskrevs av Van Stalle 1984. Oliarus fuscisignata ingår i släktet Oliarus och familjen kilstritar. Inga underarter finns listade i Catalogue of Life.